# Chapadão do Sul
Chapadão do Sul este un oraș în Mato Grosso do Sul (MS), Brazilia.